# System/36
Das System/36, Kurzform /36, ist ein Computermodell der Firma IBM. Das System ist ein Mehrbenutzer- und Multithreadsystem.

## Geschichte
Auf der Basis des Systems/34 wurde die /36 entwickelt. Vorgestellt wurde sie im Mai 1983. Es gab Modelle für kleine Firmen (auch als so genannte Abteilungsrechner bezeichnet) bis hin zu Modellen größerer Ausbaustufen. Die einfache Bedienung und die zu damaligen Zeiten hohe Zuverlässigkeit zeichneten die /36 aus. Neben dem System/36 wurde von IBM parallel das System/38 angeboten.

## Modelle und Hardware

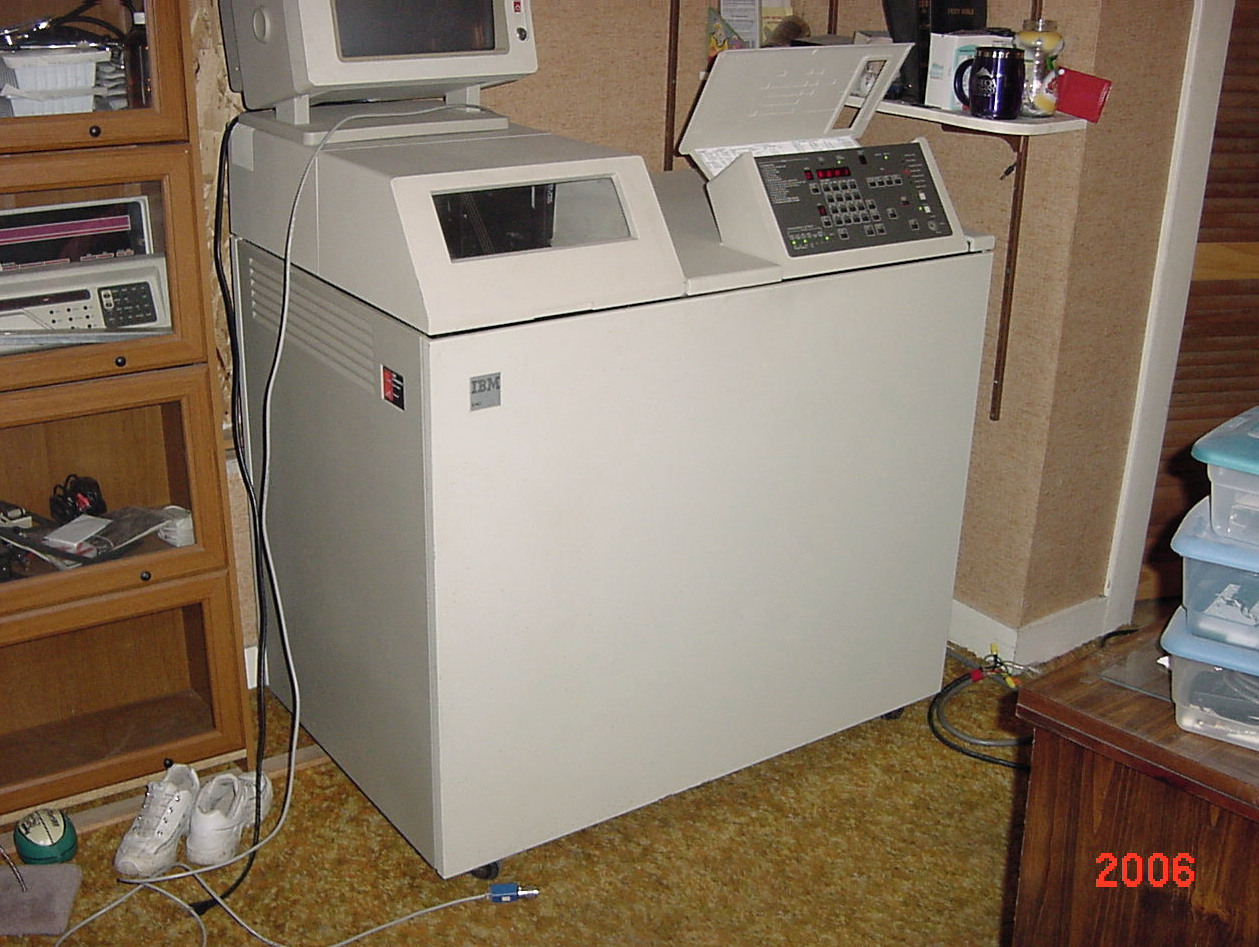
System /36 Model 5360

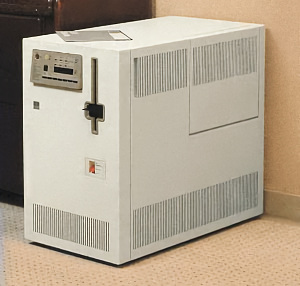
System /36 Model 5362

Die /36 wurde als Modell 5360 und 5362 herausgebracht.
Die Modelle 5360 und 5362 besaßen bis zu 7 MB Hauptspeicher, bis zu 1,4 GB Plattenspeicher und ein Diskettenmagazin-Laufwerk für 20 Disketten mit 8" Durchmesser (je 10 Disketten in einem Magazin) sowie eine Einzelzuführung für 3 Disketten. Die 14" Magnetplatten mit einem Gewicht von einigen Dutzend Kilogramm hatten beispielsweise eine Kapazität von 320 MB zu einem Preis Mitte der 80er Jahre von ca. 30.000,- DM. Der Unterschied zwischen der 5360 und der 5362 lagen in einem erweiterten Gehäuse, welches größere Anschlussmöglichkeiten für Magnetplatten bot.
Später folgte eine kleinere 5363, an die man lokal bis zu 28 Einheiten anschließen konnte. Dieses Modell wurde später als AS/Entry 5363 vertrieben, um einen gewissen Übergang zum Nachfolgemodell AS/400 darzustellen.
Der Adressraum betrug 16 Bit.
Die S/36 verfügte über eine Steuerkonsole, an der Fehlermeldungen des Betriebssystems (sogenannte SRC=System Reference Codes) abgelesen und ggf. beantwortet werden konnten. Des Weiteren konnten hier spezielle Funktionen ausgeführt werden sowie das IPL (Initial Program Load) durchgeführt werden.
Die Terminals wurden über Twinaxialkabel verbunden. Hier konnten maximal sieben Geräte in einem Strang angeschlossen werden, die seriell nacheinander geschaltet wurden. Dazu hatte jedes Terminal einen Ein- und Ausgang. Das Endgerät musste terminiert werden. An einem Controller konnte man sechs dieser Leitungen anschließen. Maximal konnten 72 lokale Arbeitsplätze angeschlossen werden. DFÜ-Adapter ermöglichten in Verbindung mit den 5294-Steuereinheiten und einer Datenverbindungsleitung die Datenfernverarbeitung.
Als die Ära der PCs begann, wurden Anschlusskarten für diese angeboten, die die sogenannte 5250-Emulation bereitstellten. Damit konnte ein PC als Terminal am System/36 arbeiten.
Zur schnelleren Datensicherung wurden ab 1985 Magnetbandkassetten und -geräte angeboten, die von Kapazitäten von wenigen Dutzend bis zu einigen Hundert Mbytes reichten.

## Betriebssystem und Programmierung

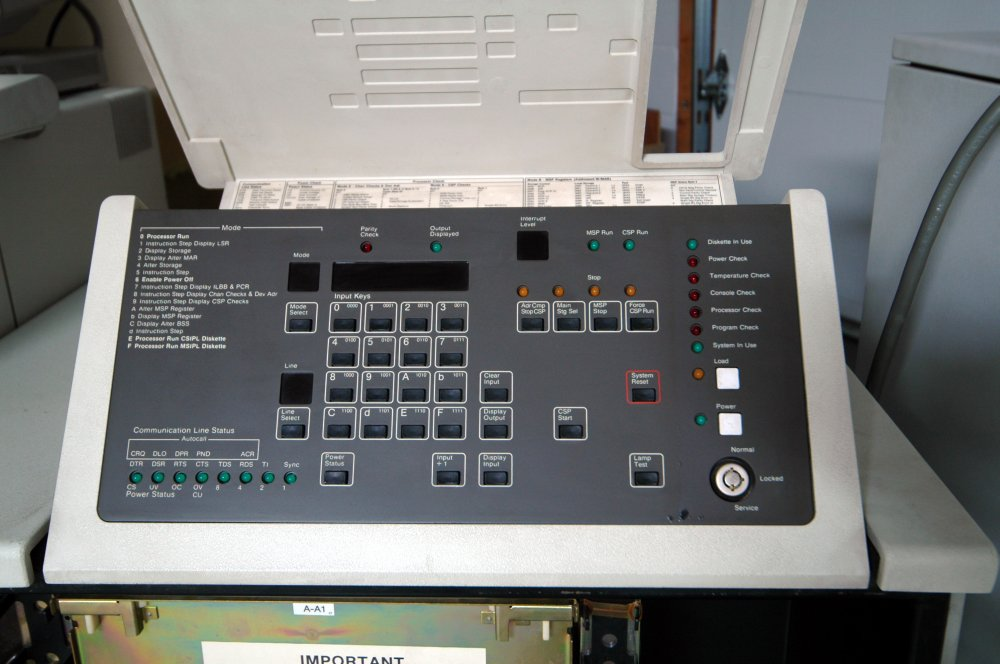
IBM System/36 Console

Das Betriebssystem SSP verfügte über eine generelle Menüsteuerung, die die /36 im Vergleich zur /38 wesentlich bedienerfreundlicher machte. So konnte man Befehle aus einer Menüstruktur auswählen oder Parameter durch Funktionstasten auswählen, was nicht so versierten Administratoren komplizierte Funktionen erleichterte.
Programmiert wurde das System/36 über OCL (Operating Control Language) als Steuersprache und BASIC, Cobol oder RPG als Programmiersprache. Hierfür waren die Hilfsmittel SEU (Source Entry Utility) und SDA (Screen Design Aid) verfügbar.
Des Weiteren wurde eine als POP (Programmer and Operator Productivity Aid) bezeichnete Hilfe angeboten, die es ermöglichte, alle Funktionen über Menüs aufzurufen.
In der Praxis war es öfter erforderlich, einen Compress durchzuführen, ähnlich dem heutigen Defragmentieren bei den Windows-PCs. Hierbei wurden frei gewordene Bereiche der Festplatte zu größeren Blöcken zusammengefasst, damit das Betriebssystem wieder über diesen Platz verfügen konnte, da neu zu schreibende Daten nur in passende Blöcke geschrieben werden konnten. Dies dauerte oft mehrere Stunden.

## Ablösung
Die hohen Wartungsgebühren und die begrenzte Erweiterbarkeit der S/36 führten dann zur Entwicklung des Nachfolgemodells AS/400 im Jahre 1988. Das System/36 lief aber noch einige Jahre in vorwiegend mittelständischen Betrieben weiter, hat sogar noch im laufenden Betrieb die Jahrtausendwende überstanden.